# Paula Bierman
Paula Bierman is een Noord-Brabantse schrijfster van streekromans en gedichten.
Slechts een van haar werken werd gepubliceerd: Belle van de Heikant, in 1979. Helaas lijken de meeste andere werken verloren te zijn gegaan. Belle werd later nog twee keer uitgegeven, in 1983 in pocketformaat en in 2006 in de bundel Jubileumomnibus 84. De familie is in het bezit van nog één niet-gepubliceerd verhaal.
Ze was gehuwd met Jo Blokland (1915-1996).